# Clémence (téléfilm)
Pour les articles homonymes, voir Clémence (homonymie).
Clémence est un téléfilm réalisé par Pascal Chaumeil, diffusé en 2003.

## Synopsis
Clémence, la quarantaine, juge d'instruction récemment divorcée, se retrouve bientôt amoureuse de deux hommes à la fois, un professeur de littérature et un avocat de son tribunal. Tout en prenant à cœur les affaires qui lui sont soumises dans son métier, elle décide de profiter de sa liberté et de vivre ses désirs. Ses fantasmes et ses pensées intérieures se traduisent à l'écran par des séquences oniriques et une voix off, ainsi que par l'apparition récurrente du fantôme de son père, lui-même juge de son vivant, qui vient la réprimander pour ses actions.

## Fiche technique
- Titre : Clémence
- Réalisation : Pascal Chaumeil
- Scénario : Paul Berthier et Sophie Deschamps
- Musique : Philippe Le Baraillec
- Costumes : Jacqueline Bouchard
- Production : Son et Lumière, Alain Clert, Charline De Lépine et France 2
- Pays d'origine :  France
- Format : Couleur - son stéréophonique
- Genre : Comédie dramatique
- Durée : 91 minutes
- Date de première diffusion : 29 octobre 2003 (France)

## Distribution
- Élisabeth Vitali : Clémence
- Aladin Reibel : Alexandre
- Jérôme Kircher : Thierry
- Laurent Spielvogel	: Le greffier
- Christiane Millet : Catherine
- Philippe Duquesne : Joubert
- Geoffroy Thiebaut : Philippe
- Benjamin Bellecour	: Nicolas
- Cécile Rebboah : Myriam Dorcières
- Philippe Laudenbach: Salmon
- Francis Leplay : Alain Dorcières
- Pierre Poirot : Cardoso
- Jean-Pierre Lazzerini: Couttard
- Cécile Bouillot : Colette Andrieu
- Élodie Hesme : L'avocate